# Wardan Sarkisjan
Wardan lub Wartan Sarkisjan, ros. Вардан Вартан Саркисян (ur. 1898 w Tyflisie, zm. w końcu maja 1945 w ZSRR) – radziecki wojskowy (major), niemiecki kolaborant, dowódca Waffen-Gruppe „Armenien” w składzie Kaukaskiego Związku Bojowego SS pod koniec II wojny światowej.
W okresie międzywojennym służył w Armii Czerwonej. W 1935 ukończył akademię wojskową w Leningradzie. Doszedł do stopnia majora. Po ataku wojsk niemieckich na ZSRR 22 czerwca 1941 dostał się do niewoli niemieckiej. Podjął kolaborację z Niemcami. Początkowo zajmował się organizacją Legionu Armeńskiego, formowanego od pocz. 1942 na terytorium Generalnego Gubernatorstwa. Objął funkcję dowódcy Legionu ze strony armeńskiej. Został czołowym działaczem Armeńskiego Komitetu Narodowego z siedzibą w Berlinie. Od lutego 1944 stał na czele Połączonego Sztabu Armeńskiego, sformowanego przy Ostministerium Alfreda Rosenberga, który koordynował działalność wszystkich armeńskich oddziałów i grup zbrojnych w składzie Wehrmachtu i Abwehry. Od poł. grudnia 1944 w stopniu Waffen-Standartenführera der SS dowodził  470-osobową Waffen-Gruppe „Armenien” w składzie Kaukasischer-Waffen-Verband der SS. Pod sam koniec wojny dostał się do niewoli alianckiej, został przekazany Sowietom. Po procesie został rozstrzelany pod koniec maja 1945.